# Preăh Vĭhéar (prowincja)
Preăh Vĭhéar (khm. ព្រះវិហារ) – prowincja w północnej Kambodży, trzecia pod względem wielkości w kraju. W 1998 roku zamieszkana przez 119 261 osób. Dziesięć lat później miała ponad 171 tysięcy mieszkańców.
Prowincja podzielona jest na 7 dystryktów:
- Chey Sên
- Chhêb
- Chŏâm Ksan
- Kulên
- Rôviĕng
- Sangkom Thmei
- Tbêng Méan Chey